# Here and Now (альбом)
Here and Now (рус. Здесь и сейчас) — седьмой студийный альбом канадской рок-группы Nickelback, вышедший 21 ноября 2011 года. Альбом дебютировал под вторым номером в американском чарте Billboard 200 и был продан в размере около 227 тыс. копий на первой неделе, лишь на 0,18 % уступая альбому Christmas Майкла Бабла, который находился на 1 строчке.
Here and Now следует за мульти-платиновым Dark Horse 2008 года. 26 сентября группа официально выпустила 2 сингла, «When We Stand Together» и «Bottoms Up». Уже 27 сентября 2011 года обе песни стали доступны для скачивания. Первый трек из записи, «This Means War», был выпущен 10 ноября 2011 года в качестве 3 сингла.
На обложке изображены паровые часы Газтауна в Ванкувере, которые показывают 11:21 — дата выпуска альбома.
Две песни из альбома использовались рестлинг-промоушеном WWE для своих событий: песня «When We Stand Together» стала музыкальной темой WWE Tribute to the Troops 2011, а песня «This Means War» стала музыкальной темой PPV WWE Elimination Chamber 2012

## Список композиций
Все тексты написаны Чедом Крюгером.
| №   | Название                 | Музыка                                                  | Длительность |
| --- | ------------------------ | ------------------------------------------------------- | ------------ |
| 1.  | «This Means War»         | Чед Крюгер                                              | 3:20         |
| 2.  | «Bottoms Up»             | Чед Крюгер, Майк Крюгер, Джоуи Мои                      | 3:40         |
| 3.  | «When We Stand Together» | Чед Крюгер, Райан Пик, Майк Крюгер, Джоуи Мои           | 3:10         |
| 4.  | «Midnight Queen»         | Чед Крюгер, Райан Пик, Джоуи Мои                        | 3:14         |
| 5.  | «Gotta Get Me Some»      | Чед Крюгер, Джоуи Мои                                   | 3:41         |
| 6.  | «Lullaby»                | Чед Крюгер, Крис Томпкинс, Крейг Вайсмен, Родни Клаусон | 3:48         |
| 7.  | «Kiss It Goodbye»        | Чед Крюгер, Майк Крюгер, Джоуи Мои                      | 3:35         |
| 8.  | «Trying Not to Love You» | Чед Крюгер, Райан Пик, Бретт Варрен                     | 4:11         |
| 9.  | «Holding on to Heaven»   | Чед Крюгер, Майк Крюгер                                 | 3:51         |
| 10. | «Everything I Wanna Do»  | Чед Крюгер                                              | 3:26         |
| 11. | «Don't Ever Let It End»  | Чед Крюгер                                              | 3:49         |